# Онтос
106-мм многоствольная противотанковая самоходная артиллерийская установка M50 (англ. 106mm Multiple Self-propelled Rifles M50), также известное как «Онтос» (англ. Ontos) — противотанковая самоходная артиллерийская установка США периода 1950-х годов.

## История создания и производства
САУ была создана на базе опытного бронетранспортёра T55 в 1951—1953 годах для вооружения частей морской пехоты и воздушно-десантных сил.
В ноябре 1955 года М50 была официально принята на вооружение корпуса морской пехоты США.
За время серийного производства в 1957—1959 годах было выпущено 297 M50, ещё 24 машины пилотной серии были выпущены ранее, в 1953 году. M50 состояли на вооружении корпуса морской пехоты США по 1969 год и с 1965 года принимали участие в войне во Вьетнаме.

### Модификации
- M50 — базовая версия с автомобильным 6-цилиндровым рядным двигателем «Дженерал Моторс» Model 302
- M50A1 — модификация 1963 года с 8-цилиндровым V-образным двигателем «Крайслер» HT-361-318

## Конструкция
M50 имела необычную конфигурацию, с шестью безоткатными орудиями M40A1C, размещёнными снаружи по бокам башенки (имевшей ограниченные углы поворота), четырьмя 12,7-мм пристрелочными и одним 7,62-мм «зенитным» пулемётом.

### Броневой корпус
Броневой корпус «Онтоса» представляет собой жёсткую коробчатую конструкцию, собираемую при помощи сварки из катаных плит алюминиевой брони толщиной 29, 32 и 38 мм. Лобовая часть корпуса состоит из двух 38-мм плит, верхней и нижней, расположенных под наклоном к вертикали, соответственно, 45° и 30°. Лобовая часть корпуса в базовой конфигурации в пределах угла безопасного маневрирования обеспечивает защиту от 12,7-мм бронебойных пуль с дистанции 200 м. Кормовая часть корпуса состоит из собственно кормового листа толщиной 32 мм, расположенного под наклоном в 9° и кормовой двери из листа той же толщины, имеющего наклон в 8°. Крыша и днище корпуса состоят из листов толщиной, соответственно, 38 и 29 мм.

### Вооружение
Вооружение самоходки составляли шесть безоткатных нарезных противотанковых орудий M40 калибром 106-мм, расположенных на внешней подвеске. Орудия были сгруппированы в два блока по три орудия с каждого борта; в каждый блок дополнительно входило две 12,7-мм автоматических винтовки, предназначенный для пристрелки. Перезарядка орудий осуществлялась только извне корпуса. Предполагалось, что обнаружив цель, самоходка пристреляется по ней трассирующими пулями, после чего произведет залп из одного или нескольких орудий и отступит для перезарядки.
В качестве вооружения самообороны «Онтос» был оснащен 7,62-мм пулеметом; также теоретически для этой цели могли использоваться пристрелочные крупнокалиберные винтовки, хотя из-за их спарки с блоком орудий, возможности наведения оказались ограничены.

### Ходовая часть
Ходовая часть имеет (на сторону) по четыре опорных катка с металлическими ободами. Ведущие колёса переднего расположения.

## Боевое применение
Боевое применение «Онтоса» было весьма ограниченным. В распоряжении северовьетнамцев было слишком мало танков, чтобы встречи с ними требовали частого задействования специализированного противотанкового оружия. Поэтому в основном «Онтосы» использовались как средства артиллерийской поддержки пехоты. Их легкая броня, аналогичная броне БТР M113, защищала от пуль и малокалиберных снарядов, но легко пробивалась обстрелом из РПГ, поэтому в основном «Онтосы» применялись с подготовленных позиций.
В целом, самоходка показала себя надежной и удобной в боевом применении. Она нравилась экипажам и заслужила высокие оценки от командиров. Одним из главных аргументов в её пользу был малый вес, позволявший легко маневрировать на болотистых почвах Вьетнама. Известны случаи, когда «Онтосы» использовались для доставки бревен к застрявшим в болоте танкам, так как очень малое давление на грунт позволяло «Онтосу» спокойно перемещаться даже по топкой почве.
Активно использовались в ходе битвы за Хюэ (1968).

В операции «Де Сото», была продемонстрирована высокая авиатранспортируемость «Онтосов», когда взвод этих самоходок был переброшен тяжёлыми транспортными вертолётами на 40 км.
Ряд офицеров считали, что «Онтосы» были самым эффективным средством поддержки, которое морская пехота имела в арсенале — их высокая мобильность делала их менее уязвимыми чем танки, а выстрелы безоткатных орудий позволяли эффективно поражать здания и защитные сооружения. Иногда одного появления «Онтоса» на линии фронта хватало, чтобы вынудить солдат противника оставить укрепления.
Тем не менее, появление более эффективных противотанковых ракет сделало «Онтос» и подобные ему машины морально устаревшими. В 1969 году, оснащенные «Онтосом» части начали постепенно выводиться в резерв. Во Вьетнаме уже снятые с вооружения машины долгое время использовались морской пехотой, а после истощения запасов запчастей снятые с них башни использовались как стационарные оборонительные сооружения.